# Kennedy Igboananike
Kennedy Igboananike (* 26. Februar 1989) ist ein nigerianischer Fußballspieler. Der Stürmer bestritt seine bisherige Karriere im Erwachsenenbereich in Schweden, den Vereinigten Staaten, Griechenland und Saudi-Arabien.

## Werdegang
Igboananike spielte in seinem Heimatland bei der Dynamos Football Academy in Lagos. Im Frühjahr 2007 schloss er sich dem Stockholmer Klub Djurgårdens IF an, bei dem er zunächst in der Nachwuchsmannschaft eingesetzt wurde. Im Verlauf der Spielzeit 2007 kam er schließlich zu zwei Kurzeinsätzen in der Allsvenskan. Zu Beginn des folgenden Jahres wurde er an den Nachbarklub Vasalunds IF für zwei Spielzeiten in die drittklassige Division 1 verliehen. Mit 18 Saisontoren trug er zum Aufstieg des Klubs in die zweitklassige Superettan bei, dort war er in der Zweitliga-Spielzeit 2009 mit zwölf Toren ähnlich erfolgreich. Anschließend kehrte er zu Djurgårdens IF zurück, wo er zwischen Startelf und Ersatzbank schwankte. Dennoch war er auch hier mit neun Saisontoren einer der erfolgreichsten Schützen in der Liga, in der Spielzeit 2011 erzielte er sechs Tore.
Nach einem Konflikt mit der sportlichen Leitung um Magnus Pehrsson war Igboananike zeitweise in die Reservemannschaft verbannt worden, nach Auslaufen seines Vertrages Ende 2012 schloss er sich dem Erzrivalen AIK an. Bei seinem neuen Klub unterzeichnete er einen Drei-Jahres-Vertrag. Unter Trainer Andreas Alm gehörte er auf Anhieb zu den Stammspielern, mit 14 Saisontoren platzierte er sich unter den besten drei Torschützen in der Spielzeit 2013 und führte den Klub damit zur Vizemeisterschaft hinter Malmö FF. In der folgenden Spielzeit konnte er nicht an den Erfolg anknüpfen, letztlich erzielte er im gesamten Saisonverlauf fünf Tore. Dennoch qualifizierte sich der Verein als Tabellendritter erneut für die Qualifikationsrunden zur UEFA Europa League.
Im Dezember 2014 verließ Igboananike AIK und Schweden, er schloss sich dem US-amerikanischen MLS-Franchise Chicago Fire an.